# La Altagracia
Pour les articles homonymes, voir Altagracia.
La Altagracia est l'une des trente-deux provinces de la République dominicaine. Située à l'extrémité orientale du pays, elle est limitée au nord, à l'est et au sud par le canal de la Mona (reliant l'océan Atlantique et la mer des Caraïbes) et à l'ouest par les provinces de El Seibo et de La Romana.
Son chef-lieu est Salvaleón de Higüey.